# Zaphne mercedes
Zaphne mercedes är en tvåvingeart som beskrevs av Griffiths 1998. Zaphne mercedes ingår i släktet Zaphne och familjen blomsterflugor. Inga underarter finns listade i Catalogue of Life.